# Verrucaria rupicola
Verrucaria rupicola är en lavart som först beskrevs av B. de Lesd., och fick sitt nu gällande namn av Breuss. Verrucaria rupicola ingår i släktet Verrucaria och familjen Verrucariaceae.   Inga underarter finns listade i Catalogue of Life.